# Beowulf (held)
Beowulf is de legendarische hoofdpersoon uit het vroeg-middeleeuwse Angelsaksische gedicht Beowulf, een van de oudst bewaard gebleven literaire werken. In het gelijknamige gedicht is hij een held van zijn bevolkingsgroep de Gauten, waarvan hij later ook koning zou worden.

## Afkomst van de figuur en zijn naam

### Bij-wolf
De taalkundige en filoloog Henry Sweet, gespecialiseerd in de Duitse taal, opperde dat de naam Beowulf in het Oudengels letterlijk vertaald 'bij-wolf' betekent en een kenning voor 'beer' is. Deze bevinding is vergelijkbaar met wat wordt weerspiegeld in andere namen die vele gelijkenissen hebben, zoals Biuuuwulf, een gelijkend woord dat verscheen in de kroniek 1031 CE Liber Vitea. De naam wordt toegekend aan een monnik uit Durham en betekent letterlijk vertaald 'bij-wolf' in het dialect van het Oudengels dat werd gebruikt in Northumbria. Het 11e-eeuwse Engelse Domesday Book bevat een woord Beulf, dat naar de held verwijst.

### Böðvarr Bjarki
Volgens Noorse legenden is er een held genaamd Bödvar Bjarki wiens identificatie met Beowulf tot veel discussie heeft geleid. Volgens Saxo Grammaticus versloeg de held een beer, maar volgens de Hrólfs kraka saga versloeg hij een draak. In het werk Bjarkarímur bracht Böðvarr twee grote vijanden om, zoals het monster Grendel en zijn moeder neergezet werden in het gedicht Beowulf. De geleerde Sarrazin was er van zijn kant van overtuigd dat de naam Beowulf in het verleden fout vertaald is, wat eigenlijk  Böðvarr had moeten zijn. De filoloog Sophus Bugge geloofde eigenlijk in het tegendeel, en stelt dat het personage Böðvarr Bjarki gebaseerd is op Beowulf.

### Beow-wolf
In 2005 kwam de etymoloog Andy Orchard met een theorie gebaseerd op het oude Noorse woord Þórólfr, dat letterlijk vertaald betekent Thor-wolf, wat parallel weergeeft de naam van de wolf van een (verder onbekende) Germaanse god Beow.

### Biewolf
De Engelse filoloog Walter Skeat dacht dat naam Beowolf een verzonnen naam was voor het gedicht en dat het een andere benaming was voor Spechten, hij doelt hiermee op een Oudnederlands woord voor specht, biewolf.

## Beowulf Manuscript

### Gautenland
Zoals wordt verteld in het gedicht, is Beowulf een zoon van Ecgþeow, een krijgsheer van de Zweedse Wægmundings. Ecgþeow had Heaðolaf omgebracht, een krijger van een andere stam genaamd de Wulfings (volgens Scandinavische bronnen waren zij de heersers over de Gauten in Ostergotland). Omdat de omgebrachte krijger lid was van een prominente familie, werd de losprijs of vergoeding te hoog waardoor Ecgþeow verbannen werd en hij zijn toevlucht zocht bij de Denen. De Deense koning Hroðgar, de zoon van Healfdene, betaalde het weergeld en liet Ecgþeow een eed afleggen.
Voorheen was Ecgþeow in dienst van koning Hreðel, heerser over de Gauten, wiens dochter hij huwde. Samen kregen ze Beowulf, die opgroeide tussen de Gauten. Hygelac was een zoon van Hrethel en de oom van Beowulf. Beowulfs jeugdvriend was Breca van de Brondings (Brondings zou het eiland Brännö zijn, gelegen van de kust van West Gothland en het Kattegat, wat een realistische locatie is voor een jeugdvriend).

### Sealand en Grendel
Als koning Hroðgar, zijn vrouw Wealhþeow en zijn hof worden geterroriseerd door het monster Grendel, verlaat Beowulf Gautenland en vaart naar Sealand (alhoewel sommige bronnen beweren dat de koning zijn hof hield in Jutland) met vijftien krijgers met in nagedachtenis om zijn vaders schuld in te lossen. Gedurende de nacht arriveert Grendel en valt de slapende mannen aan. Beowulf valt op zijn beurt het monster aan zonder zwaard en weet de rechterarm van het beest van zijn romp te scheiden, waarna het monster vlucht. De arm wordt daarna aan een paal gespijkerd in het gebouw Heorot. Grendel vlucht naar zijn onderwatergrot en overlijdt aan zijn verwondingen, de volgende dag wordt Beowulf luid toegezongen en wordt zijn daad vergeleken met die van Sigmund.
Gedurende de volgende nacht komt Grendels moeder om de dood van haar zoon te wreken. Beowulf slaapt op dat moment in een ander onderkomen, waardoor hij haar niet kan tegenhouden. Hij weet echter haar verblijfplaats onder water te vinden en het gevecht naast het lijk van Grendel, weet Beowulf uiteindelijk te winnen met behulp van een groot zwaard dat daar in de grot aan de wand hangt. Bovengekomen toont Beowulf aan koning Hrodgar het gouden gevest van het zwaard, waarop in runen het begin van de oude strijd geschreven staat. Daarna maakte de vloed een einde  aan het reuzengeslacht. Op het gevest staat ook voor wie het zwaard het eerst gemaakt is. Het lemmet was door het bloed van Grendels moeder gesmolten. Beowulf wordt daarna overladen met goud en krijgt paarden aangeboden door koningin Wealhtheow, waarna hij met zijn krijgers terugkeert naar Gautenland.

### Terugkomst, koninkrijk en dood
Na zijn thuiskomst neemt Beowulf deel aan de veldslagen tegen de Franken en Friezen met zijn koning Hygelac. Hygelac overlijdt gedurende de veldslagen, waarna Beowulf naar zijn mensen zwemt in volledige harnasuitrusting. Koningin Hygd biedt Beowulf de troon aan, maar hij geeft de voorkeur aan prins Heardred, Hygelacs zoon. Al gauw ontvangt Heardred de twee Zweedse prinsen  Eadgils en Eanmund, zonen van Ohthere die vertellen dat hun oom Onela de Zweedse troon ingenomen heeft. Ohthere en Onela waren de zonen van de Zweedse koning Ongentheow, die eerder door Hygelac was overwonnen. Dit leidt tot een Gautische invasie in Zweden, waarin Heardred wordt omgebracht. Beowulf wordt uitgeroepen tot koning der Gauten en wil de moord op Heardred wreken en Eadgils op de Zweedse troon helpen.
Het uitdrijven en ombrengen van Onela is mogelijk waargebeurd, ondanks dat er maar enkele regels in het Beowulf manuscript naar verwijzen. In diverse andere Scandinavische verslagen wordt verwezen naar een Slag op het ijs van het Vänermeer.
Beowulf regeert over de Gauten gedurende 50 jaar, totdat zijn grondgebied geterroriseerd wordt door een vliegende slang of draak, wiens eigendom (mogelijk een schat) door een slaaf gestolen is uit een grafheuvel. Na enkele mislukte aanvallen op de draak besluit Beowulf het hol van de draak in te gaan. De enige die mee durft is Wiglaf, Wihstans zoon. Beowulf wordt door de draak in de nek gebeten, nadat zijn zwaard Naegling is gebroken. Wiglaf doorboort de draak met zijn zwaard en het lukt Beowulf   uiteindelijk de draak te doden door hem doormidden te hakken met zijn dolk. Wiglaf brengt hem naar buiten en Beowulf voorspelt dat de Zweden opnieuw de Gauten gaan aanvallen, waarna hij zijn laatste adem uitblaast. Hij wordt vervolgens begraven, mét de schatten uit de oude grafheuvel, in een Grafheuvel (ook wel Tumulus) op Hronesnaes (Walvis' Hoofd) bij de zee.

## Mogelijke grafheuvel

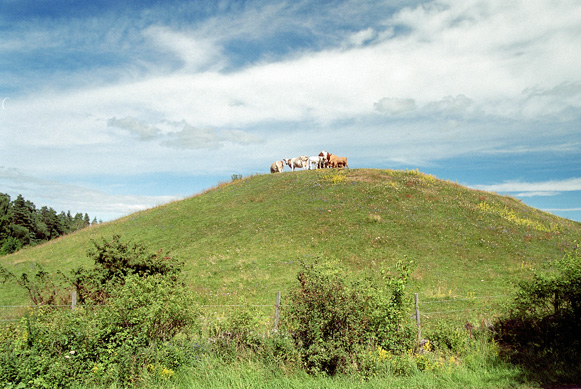
Grafheuvel nabij Skalunda, mogelijk die van Beowulf

Volgens archeoloog Birger Nerman is de mogelijke graftombe van Beowulf  gelegen in de omgeving van Skalunda, Vastergotland. Deze heuvel is tot op de dag van vandaag nog niet onderzocht.